# Драгумица
Драгумица или Драгонища (на гръцки: Δαργόνιστα) е бивше село в Република Гърция на територията на днешния дем Преспа, област Западна Македония.

## География
Селото е било разположено в областта Голема Преспа на 853 m надморска височина на 1 km западно от Дробитища (Дасери), на по-малко от километър от брега на Малкото Преспанско езеро.

## История
Селото е българско. Разсипва се поради честите наводнения от езерото, като жителите му основават Дробитища. Запазена е само гробищната църква „Свети Георги“ в дъбова горичка, за която се смята, че е от края на XIX век. Местността все още носи името Драгумица.